# Catarina (ort i Guatemala)
Catarina är en ort i Guatemala.   Den ligger i departementet Departamento de San Marcos, i den västra delen av landet, 170 km väster om huvudstaden Guatemala City. Catarina ligger 227 meter över havet och antalet invånare är 3 040.
Terrängen runt Catarina är platt åt sydväst, men åt nordost är den kuperad. Runt Catarina är det tätbefolkat, med 383 invånare per kvadratkilometer. Närmaste större samhälle är Malacatán, 6,9 km norr om Catarina. Omgivningarna runt Catarina är en mosaik av jordbruksmark och naturlig växtlighet.